# Sinabo en Gelre
Sinabo en Gelre waren twee plantages aan de Commetewanekreek in het district Commewijne in Suriname. Sinabo grensde stroomopwaarts aan La Solitude en stroomafwaarts aan Gelre. Gelre grensde stroomafwaarts aan D'Eendragt (later De Dageraad genoemd).

## Geschiedenis
De plantages Sinabo en Gelre kwamen al voor op de kaart van de Labadisten uit 1686. De namen van de plantages werden toen niet genoemd, wel de eigenaren: Bruin en Darbij.
In 1702 werd de plantage Sinabo aangekocht door gouverneur Paulus van der Veen. Zijn schoonzus, Magdalena Maria van Gelder, stichtte de daarnaast gelegen plantage Gelre. Van der Veen overleed in 1733 in Gorichem. Op dat moment was geen van zijn kinderen meer in leven, en de erfenis ging naar zijn moeders familie. De erfgenamen waren de kinderen van Andries Pels, zijn neef. Zowel Sinabo als de plantage Boxel aan de Surinamerivier en Het Yland, een plantage aan de Pauluskreek, werden hun eigendom.
In 1770 werden Sinabo en Gelre beiden aangekocht door Samuel Fellman. Deze liet in 1775 de plantages taxeren, waarschijnlijk met de bedoeling er een hypotheek op te vestigen. De familie De Beaufort was al eigenaar van de plantages voordat Samuel Fellman deze kocht. In 1793 bleek de familie opnieuw eigenaar te zijn. Zij had namelijk aan Fellman een hypotheek verstrekt die deze niet kon afbetalen. In 1784 deed Jacoba Catharina Grootveld, de weduwe van Fellman, daarom afstand van de plantages. De nieuwe eigenaar werd Joachim Ferdinand de Beaufort. Hij was in 1763 gehuwd met Anna Digna van Gelre; dochter van Jan Herman van Gelre, eigenaar van Sinabo en Gelre.
Uit de Surinaamsche Almanak van 1793 blijkt dat Sinabo toen nog in bezit was van de familie De Beaufort. Gelre was het eigendom van M. Broen qq. Het fonds onder leiding van Broen was in 1821 eigenaar van acht plantages: Peperpot, Het Yland, Johan Margaretha, Wayampibo, Livonia, Sinabo, Gelre en Kortenduur. De Surinaamsche Almanak van 1825 noemt Sinabo en Gelre in een adem. Sinabo is een suikerplantage van 500 akkers. Ook op Gelre werd suikerriet geteeld, maar de plantage stond meestal als "verlaten" te boek en telde 2742 akkers. In de Almanak van 1793 werd echter vermeld dat er koffie en katoen geteeld werd.
Bij de emancipatie in 1863 werkten er 323 slaven op de beide plantages. De eigenaren waren:
- jhr. Cornelis Ascanus van Sijpesteijn (Den Haag) voor 1/4 aandeel, (tevens voor 1/3 deel eigenaar van plantage Dordrecht)
- Carel Daniel Brakke (grondeigenaar en administrateur; Paramaribo) voor 1/4 aandeel
- jhr. Hendrik Maurits van Weede (Nijkerk) voor 1/6 aandeel
- Cornelia Maria van Hangest baronesse d'Yvoy (Amsterdam) voor 1/6 aandeel
- Fredrik Eduard Enschede (Amsterdam) voor 1/6 aandeel

De plantages hebben daarna geen (aziatische) contractarbeiders aangetrokken en zijn mogelijk al snel na de emancipatie buiten bedrijf gesteld.
A la bonne heure · Anna's Zorg · Akkerboom · Alliance · Alkmaar · Andresa · Auka · Andreesgift · Bantaskine · Barbados · Batavia · Beekenhorst · Belladrum · Bellevue · Belwaarde · Beninenburg · Berg en Dal · Bergen op Zoom · Berlijn (Commewijne) · Berlijn (Para) · Bethlehem · Boksweide · Boston · Botany Bay · Boxel · Bronswijk · Brouwerslust · Bruinendaal · Bucklebury · Buitenrust · Burnside · Cadrosspark · Caledonia · Campenburg · Cannewapibo · Catharina Sophia · Clevia  · Cliffort-Kokshoven · Clyde · Concordia · Concordia en een Kwart Lot · Courcabo · De Dageraad · De Goede Vriendschap · De Resolutie · De Vier Hendrikken · Diamond · Dijkveld · Domburg · Dordrecht · Eendragt · Elisabeth's Hoop · Ellen · L'Espérance (Nickerierivier) · L'Espérance (Surinamerivier) · Esthersrust · Fairfield · Fortuin · Flora · Florentia · Frederiksburg · Frederiksdorp · Frederikslust · Geertruidenberg · Geyersvlijt · Glensander · Gloria · Groot Chatillon · Groot Marseille · Guadeloupe · Hague · Hamburg · Hamilton · Hamptoncourt · Hannover · Hazard · Hebron · Hecht en Sterk · Hooyland · Hope · Houttuin · Huntly · Huwelijkszorg · Inverness · Jagtlust · Jodensavanne · Johan & Margaretha · Johanna Catharina · Johanna Maria · Johannesburg · John · Katwijk · Kent · Kerkshoven · Killenstein · Klein Bellevue · Kleinhoop · Krappahoek · Kroonenburg · Kwatta · La Jalousie · La Prosperité · La Rencontre · La Ressource (Saramacca) · La Ressource (Surinamerivier) · La Singularité · Laarwijk · Leasowes · Leliëndaal · Leonsberg · Livorno · Longmay · Lunenburg · Lust en Rust · Lustrijk · Maasstroom · Margarethenburg · Maria Petronella · Mariënbosch · Mariënburg · Margaretha's Gift · Mary's Hope · Meerzorg · Merveille · Moed en Kommer · Mon Bijou · Mon Souci · Mon Trésor · Monnikendam · Mopentibo · Morgenster · Moy · Nieuw Mocha · Nieuwzorg · Nieuwe Aanleg · De Nieuwe Grond · Nijd en Spijt · Novar · Nursery · Nut en Schadelijk · Onoribo · Onverwacht · Oranibo · Ornamibo · Overbrug · Overtoom 
· Oxford · Palestina · Paradise · Persévérance · Petersburg · Picardië · Peperpot · Pieterszorg · Plaisance · Poelwijk · Potosie · Purmerend · Reijnsdorp · Reijnsfort · Rijnberk · Roosenburg · Rorac · Rust en Werk · Rustenburg · Saltzhalen · Sans Souci · Saphir · Sarah · Sardam · Schaapstede · Schoonoord · Sinabo en Gelre · Sint Barbara · Sint Eustatius · Slootwijk · Sorgvliet · Spieringshoek · Standvastigheid · Suidwijn · Suzanna's Daal · Toevlugt (Surinamerivier) · Tout Lui Faut · Toledo · Totness · Tyronne · 't Vertrouwen · Victoria · Vierkinderen · Visserszorg · Voorburg · Voorzorg (Saramacca) · Vossenburg · Vredenburg · Vriendsbeleid en Ouderzorg · Vreeland · Waltonhall · Waldijk · Waterloo · Wederzorg · Welbedacht · Welgelegen (Commewijne) · Welgelegen (Coronie) · Welgevallen · Weltevreden · Wolffs Capoerica · Wolfenbüttel · 't Ylant · Zoelen · Zorg en Hoop (hout) · Zorg en Hoop (indigo) · Zorg en Hoop (katoen) · Zorg en Hoop (suiker)